# Catupecu Machu
Catupecu Machu é uma banda argentina de rock formada em abril de 1994 no bairro portenho de Villa Luro. O nome do grupo não tem significado, mas já existia muito antes da própria banda existir, inventado por Fernando Ruiz Díaz para um animal imaginário. O estilo mistura o rock, o pop e outras experimentações.

## Discografia
- 1997 - Dale!
- 1998 - A Morir!!!
- 2000 - Cuentos Decapitados
- 2002 - Eso Vive (DVD)
- 2002 - Cuadros Dentro De Cuadros
- 2004 - El Número Imperfecto
- 2007 - Laberintos Entre Aristas Y Dialectos
- 2010 - Simetría de Moebius